# Strada provinciale 34 Gesso
La strada provinciale 34 Gesso è una strada provinciale italiana della città metropolitana di Bologna.

## Percorso
Da Fontanelice, dove ha luogo l'incrocio con l'ex SS 610 Selice o Montanara Imolese, la provinciale attraversa il Santerno e sale fino a Gesso (comune di Casalfiumanese), mantenendo una prevalente direzione nord-ovest. Lì muta direzione virando a sud-ovest: scende per poi risalire a Sassoleone (440 m s.l.m.), dove si innesta sulla SP 21 Val Sillaro.